# Europameisterschaften im Bogenschießen 2010
Die Europameisterschaften im Bogenschießen 2010 wurden vom 24. bis 29. Mai in Rovereto ausgetragen.

## Ergebnisse

### Recurvebogen
| Disziplin         | Gold                                                           | Silber                                                 | Bronze                                                 |
| ----------------- | -------------------------------------------------------------- | ------------------------------------------------------ | ------------------------------------------------------ |
| Männer Einzel     | Romain Girouille                                               | Michele Frangilli                                      | Markijan Iwaschko                                      |
| Frauen Einzel     | Natalja Erdynijewa                                             | Inna Stepanowa                                         | Begünhan Ünsal                                         |
| Männer Mannschaft | Deutschland Sebastian Rohrberg Florian Floto Rafael Poppenberg | Italien Marco Galiazzo Michele Frangilli Ilario Di Buò | Finnland Matti Hatava Antti Tekoniemi Antti Mansukoski |
| Frauen Mannschaft | Russland Inna Stepanowa Xenija Perowa Natalja Erdynijewa       | Spanien Magali Foulon Gema Buitrón Helena Fernández    | Italien Natalia Valeeva Jessica Tomasi Pia Lionetti    |
| Mixed-Team        | Marco Galiazzo / Natalia Valeeva                               | Sebastian Rohrberg / Elena Richter                     | Simon Terry / Charlotte Burgess                        |

### Compoundbogen
| Disziplin         | Gold                                                      | Silber                                                | Bronze                                                         |
| ----------------- | --------------------------------------------------------- | ----------------------------------------------------- | -------------------------------------------------------------- |
| Männer Einzel     | Andrew Rikunenko                                          | Sergio Pagni                                          | Peter Elzinga                                                  |
| Frauen Einzel     | Wiktorija Balschanowa                                     | Gladys Willems                                        | Albina Loginowa                                                |
| Männer Mannschaft | Russland Alexander Dambajew Dansan Jaludorow Denis Seguin | Niederlande Rob Polman Fred van Zutphen Peter Elzinga | Italien Sergio Pagni Pietro Greco Antonio Tosco                |
| Frauen Mannschaft | Belgien Gladys Willems Sarah Prieels Michele Massina      | Italien Anastasia Anastasio Eugenia Salvi Laura Longo | Russland Wiktorija Balschanowa Albina Loginowa Diana Tontojewa |
| Mixed-Team        | Anders Malm / Isabell Danielsson                          | Martin Damsbo / Camilla Sømod                         | Dejan Sitar / Maja Marcen                                      |

## Medaillenspiegel
| Platz  | Land           | Gold | Silber | Bronze | Gesamt |
| ------ | -------------- | ---- | ------ | ------ | ------ |
| 1      | Russland       | 4    | 1      | 2      | 7      |
| 2      | Italien        | 1    | 4      | 2      | 7      |
| 3      | Belgien        | 1    | 1      | –      | 2      |
| 3      | Deutschland    | 1    | 1      | –      | 2      |
| 5      | Großbritannien | 1    | –      | 1      | 2      |
| 6      | Frankreich     | 1    | –      | –      | 1      |
| 6      | Schweden       | 1    | –      | –      | 1      |
| 8      | Niederlande    | –    | 1      | 1      | 2      |
| 9      | Dänemark       | –    | 1      | –      | 1      |
| 9      | Spanien        | –    | 1      | –      | 1      |
| 11     | Finnland       | –    | –      | 1      | 1      |
| 11     | Slowenien      | –    | –      | 1      | 1      |
| 11     | Türkei         | –    | –      | 1      | 1      |
| 11     | Ukraine        | –    | –      | 1      | 1      |
| Gesamt | Gesamt         | 10   | 10     | 10     | 30     |